# Wspólnota administracyjna Steinfeld
Wspólnota administracyjna Steinfeld – wspólnota administracyjna (niem. Verwaltungsgemeinschaft) w Niemczech, w kraju związkowym Bawaria, w rejencji Górna Frankonia, w regionie Oberfranken-West, w powiecie Bamberg. Siedziba wspólnoty znajduje się w miejscowości Stadelhofen. Powstała 1 maja 1978.
Wspólnota administracyjna zrzesza trzy gminy wiejskie (Gemeinde):
- Königsfeld, 1 338 mieszkańców, 42,72 km²
- Stadelhofen, 1 234 mieszkańców, 41,01 km²
- Wattendorf, 687 mieszkańców, 22,23 km²

## Zobacz też

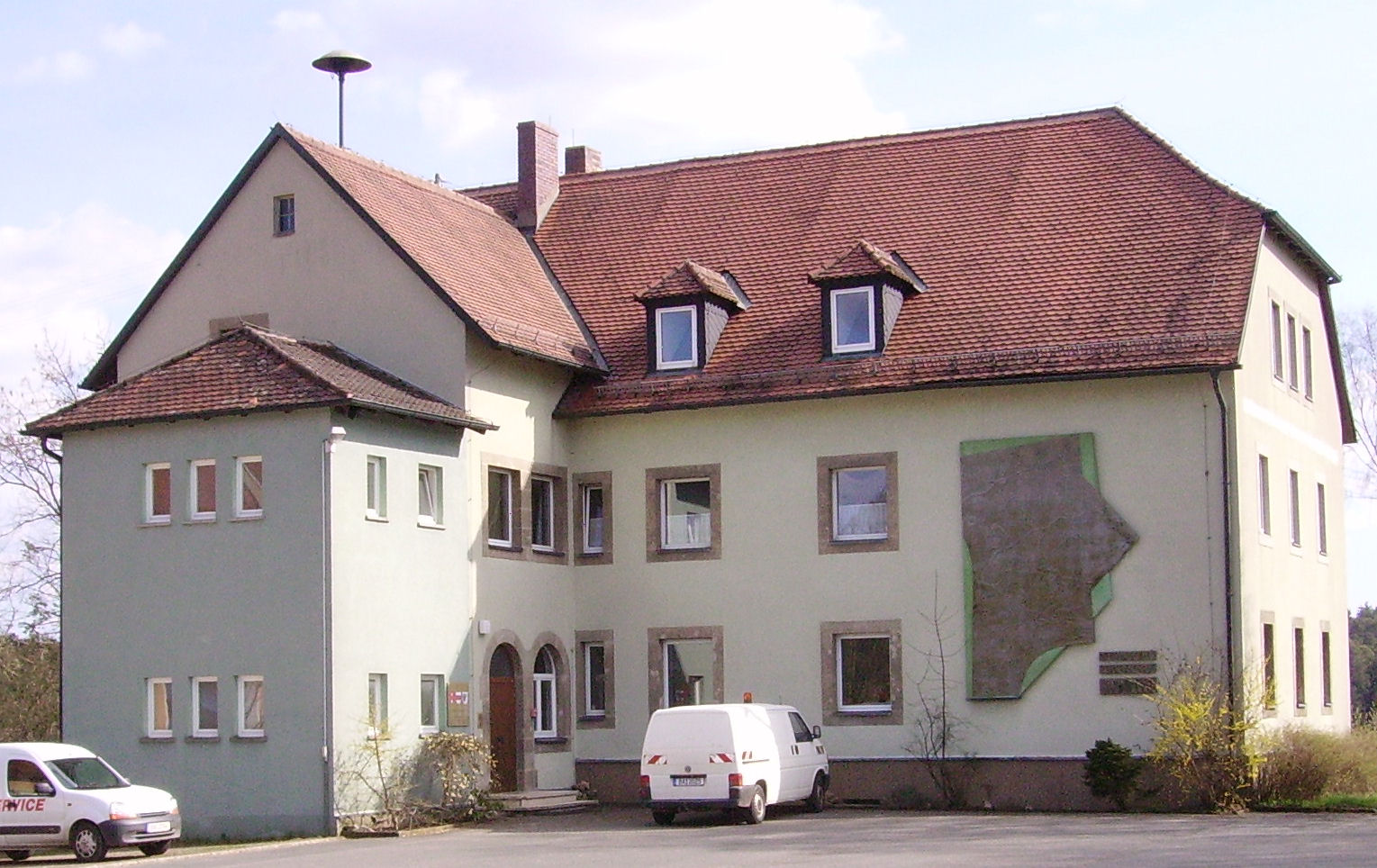
Siedziba wspólnoty